# Типтон, Гленн
Гленн Реймонд Ти́птон (англ. Glenn Raymond Tipton; род. 25 октября 1947) — британский музыкант, гитарист группы Judas Priest с 1974 года. До Judas Priest играл в группах Merlin, Shave & Dry и Flying Hat Band. С 1994 года выпустил также два сольных альбома под своим именем, на которых сам и поет, и играет на гитаре. Типтон является одним из самых техничных гитаристов, играющих в стиле хэви-метал.
12 февраля 2018 года было заявлено, что музыкант не сможет полноценно принять участие в грядущем туре группы из-за болезни Паркинсона, но останется участником Judas Priest.

## Ранние годы
Гленн Типтон родился 25 октября 1947 года в небольшом городе Блекхит, Уэст-Мидлендс. Мама Гленна начала учить сына игре на фортепиано в возрасте 9 лет. Обучение продолжалось недолго, так как мать из-за невнимательности сына перестала давать уроки.
Заинтересованность игрой на гитаре пришла Гленну в возрасте 19 лет, когда тот наблюдал за игрой своего старшего брата Гэри, который к тому моменту играл в местной группе под названием Atlantics. Первым инструментом Гленна была акустическая гитара Hofner. Затем он хотел приобрести Rickenbacker, но был в состоянии позволить себе лишь Fender Stratocaster. Это была его основная гитара до того момента, пока её не украли на одном из шоу. Вскоре он купил чёрный Stratocaster, а чуть позднее, Gibson SG. Обе эти гитары можно увидеть, когда Judas Priest играли на Old Grey Whistle Test в 1975 году.

## Judas Priest
Самой первой группой Гленна стала группа будущего барабанщика группы Оззи Осборна — Бэрри Скраннаджа Shave 'Em Dry, которая вксоре преобразовалась в Flying Hat Band.
По условиям контракта, заключённого группой Judas Priest со звукозаписывающей фирмой Gull, коллектив должен был найти второго гитариста. В мае 1974 года Типтон присоединился к Judas Priest, как раз во время записи первого альбома — Rocka Rolla. Гленн быстро подключился к процессу написания песен, добавив партии своего сочинения. Гленн часто играл на клавишных на ранних альбомах.
Все последующие работы группы отмечены вкладом Типтона как одного из основных композиторов группы наравне с Робом Хэлфордом и К. К. Даунингом, а гитарный дуэт Типтона и Даунинга стал одним из новаторских шагов группы, который впоследствии был скопирован многими другими группами, включая Iron Maiden.
В 2022 году Типтон впервые с 2011 года воссоединился на сцене со своим давним напарником Кеннетом Даунингом в честь выступления на церемонии введения группы в Зал славы рок-н-ролла.

## Сольная карьера
Гленн выпустил 2 сольных альбома — Baptizm of Fire (1996) и Edge of the World (2006), которые были записаны с сессионными музыкантами. Альбом появился в продаже 19 февраля 1997 года. Гленн исполнил на нём не только гитарные, но и все вокальные партии.
Второй альбом, Edge of the World, вышел в 2006 году. Большинство треков записаны с участием Кози Пауэлла и Джона Энтвисла, умершие незадолго до выхода альбома.

## Личная жизнь
Гленн Типтон живёт в селе Romsley, Worcestershire, Уэст-Мидлендс, близ Бирмингема, Англия. Там же, рядом с домом, располагается его личная студия звукозаписи. В 1980-х купил недвижимость в Испании. Типтон и его приятель, гитарист Кеннет Даунинг, любят играть в теннис и гольф.
Гленн был женат. Имеет двоих детей, Карина (1981) и Рик (1986).

## Болезнь
В 2018 году Типтон официально объявил, что уже 10 лет борется с болезнью Паркинсона, и по состоянию здоровья уже не способен исполнять свои концертные обязанности. Типтон назвал новость о болезни «абсолютным шоком» для него, но это лишь подстегнуло его начать упорную борьбу с недугом. Участники Judas Priest активно поддерживают Гленна в борьбе с болезнью, Место Типтона на сцене вскоре занял продюсер, Энди Снип. Вскоре музыкант основал свой фонд по борьбе с болезнью. Впоследствии Гленн появлялся на сцене по мере сил, чтобы исполнить несколько композиций. Гленн, несмотря на болезнь, принял активное участие в сочинении и записи девятнадцатого альбома группы, Invincible Shield.

## Стиль игры и техника
Манера игры Типтона отличается исключительной техничностью, но в отличие от Кеннета Даунинга (гитариста и партнера Типтона по Judas Priest), уделяющего большое внимание скорости игры, звучание его гитары характеризуется большей мелодичностью со значительным влиянием классической музыки. Для соло Типтона характерно использование приёмов легато, тремоло, хаммер-он и пулл-оф. Несмотря на то, что соло Гленна выдержаны в одном стиле на протяжении большей части его карьеры, с течением времени он начинал использовать различные приёмы игры, такие как тэппинг и свип. Типтон сочинил очень сложные и техничные соло на протяжении многих лет без ущерба мелодии и воспроизводит эти соло нота в ноту на концертах. Исполнение соло дуэтом с Кеннетом Даунингом стало «визитной карточкой» группы.
Типтон среди гитаристов и групп, оказавших на него наибольшее влияние, отмечал Питера Грина, Рори Галлагера, Deep Purple и Led Zeppelin. Также Типтон увлекается музыкой к фильмам, в том числе творчеством Ханса Циммера.
Стиль Гленна Типтона оказал влияние на множество рок- и метал-гитаристов, том числе таких, как Керри Кинг, Джефф Уотерс и Дейв Мастейн.
Гленн Типтон занял 9-е место в списке 20 лучших метал-гитаристов всех времён по версии читателей MusicRadar, занимает 34-е место в списке «75 лучших хард-рок/метал-гитаристов всех времён» по версии онлайн-журнала Loudwire, 13-е место в списке величайших метал-гитаристов всех времён по версии журнала Guitar World (совместно с Кеннетом Даунингом), 6-е место в списке лучших метал-гитаристов по версии журнала Metal Hammer (также совместно с Даунингом), 10-е место в списке величайших метал-гитаристов всех времён по версии журнала Total Guitar (вновь совместно с Даунингом).

## Дискография

### Сольные альбомы
- Baptizm of Fire — 1996
- Edge of the World — 2006

#### Синглы
- «Paint It Black» — 1996
- «Enter the Storm» — 1997
- «Extinct» — 1997
- «Kill or Be Killed» — 1997
- «Edge of the World» — 2006

## Музыканты на сольных альбомах
Постоянного аккомпанирующего состава у Типтона нет. Для записи каждого альбома, а иногда и отдельных песен, Гленн приглашает к сотрудничеству музыкантов из других групп.
- Бас
  - Билли Шихэн
  - Роберт Трухильо (Metallica, экс-Ozzy Osbourne)
  - Джон Энтвистл (The Who)
  - Си Джей де Виллар
- Ударные
  - Кози Пауэлл (Black Sabbath, Rainbow, Yngwie J. Malmsteen)
  - Брукс Уокерман
  - Шэннон Ларкин (экс-Black Sabbath)
- Церковный орган
  - Дон Эйри (Deep Purple, экс-Black Sabbath, экс-Judas Priest, экс-Ozzy Osbourne, экс-Rainbow, экс-Sinner, Whitesnake)
- Бэк-вокал
  - Уайтфилд Крэйн